# Dittlinger (Patrizierfamilie)

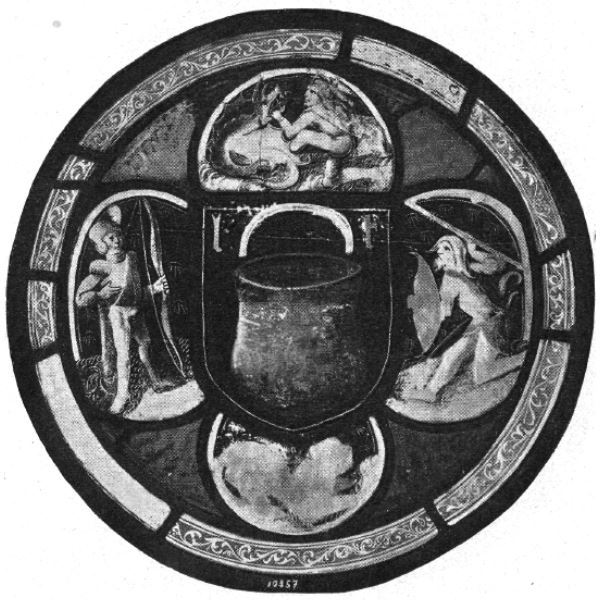
Wappenscheibe Ludwig Dittlinger (vor 1500).

Die Familie Dittlinger war eine Berner Patrizierfamilie der Zunftgesellschaft zu Schmieden.

## Geschichte
Die möglicherweise entweder aus Tittling, Dittlingen oder Dittligen (ehemals Gemeinde Längenbühl) stammende Familie ist in Bern erstmals mit der Witwe Greda Tittlinger um 1400 im Udelbuch nachgewiesen. 1431 empfing der Kessler Clewi Dittlinger von Anna von Krauchthal die Mühle im Sulgenbach zu Lehen. Clewi gelangte 1435 in den Grossen Rat. Seine drei Söhne Hans, Heinrich und Ludwig gelangten ebenfalls alle in den Grossen Rat. Der Kannengiesser Heinrich Dittlinger gehörte spätestens 1475 der Gesellschaft zu Mittellöwen an. Ludwig Dittlinger wurde Mitglied des Kleinen Rates und war von 1480 bis 1497 Venner zu Schmieden. Im 17. Jahrhundert waren die Dittlinger nicht mehr im Grossen Rat vertreten, bekleideten untergeordnete städtische Ämter (Landschreiber, Weinschenk, Weibel) oder ergriffen den Notaren- oder Pfarrerberuf. Die Mehrzahl der Familienangehörigen übten die Berufe Kessler, Kannengiesser, Sporer, Hafner etc. aus. Mit Anton Albrecht Dittlinger (1704–1780) gelangte 1745 der letzte Familienangehörige in den Grossen Rat.
Karl Victor Gerhard Dittlinger (1787–1864) trat 1830 in die holländische Armee ein und begründete einen Familienzweig in Holland, der um 1970 ausstarb.
Der 1345 erbaute und 1825 abgetragene Dittlingerturm nördlich der heutigen Heiliggeistkirche in Bern war nach der Familie Dittlinger benannt.

## Personen
- Heinrich Dittlinger († 1478/1479), Vogt zu Oltigen[3], des Kleinen Rats, Chronist.
- Ludwig Dittlinger († 1500), Vogt zu Oltigen, Venner zu Schmieden, Gesandter
- Vincenz Dittlinger († 1503), Mitherr in der Enge, Schultheiss zu Unterseen.
- Peter Dittlinger († 1546), des Kleinen Rats, Kastlan zu Zweisimmen, Venner zu Schmieden (1512).
- Jakob Dittlinger d. Ä. († 1611), Deutschordensvogt zu Köniz
- Kaspar Dittlinger († 1576), Landvogt  zu St. Johannsen
- Jakob Dittlinger d. J. (1554–1581), Kannengiesser, Obervogt zu Biberstein
- Albrecht Anton Dittlinger (1704–1780), Obervogt zu Schenkenberg
- Wilhelm Emanuel Dittlinger (1718–1799), Hafnermeister
- Marinus Bonifacius Willem Dittlinger (1864–1942)[4], Maler